# Вештачка језера у Црној Гори
Вештачка језера у Црној Гори настајала су претежно као резултат изградње хидроелектрана или након рударских активности. Осим што имају техничку и енергетску функцију, ова језера често служе и за наводњавање, риболов, туризам и рекреацију. Црна Гора има више вештачких акумулација различите величине, порекла и намене.

## Списак вештачких језера у Црној Гори
| Назив језера      | Површина (км²) | Макс. дубина (м) | Налази се у                             | Напомена                                                                   |
| ----------------- | -------------- | ---------------- | --------------------------------------- | -------------------------------------------------------------------------- |
| Билећко језеро    | ~33            | 104              | Источна Херцеговина / делом ЦГ (Никшић) | Део ХЕ Требишњица; највеће вештачко језеро које се делимично простире у ЦГ |
| Клиначко језеро   | ~1.2           | до 25            | Шавник                                  | Акумулација за потребе ХЕ                                                  |
| Капетаново језеро | 0.037          | до 35            | Никшић                                  | Иако изгледа природно, регулисано вештачком браном                         |
| Крупачко језеро   | 0.19           | до 20            | Никшић                                  | Туристички и риболовачки центар                                            |
| Слатинско језеро  | ~0.1           | до 15            | Никшић                                  | Мање акумулационо језеро                                                   |
| Озриничко језеро  | ~0.05          | непознато        | Никшић                                  | Једно од мањих акумулационих језера                                        |
| Заградско језеро  | 0.15           | до 30            | Никшић                                  | У близини села Заград                                                      |
| Змињичко језеро   | 0.02           | до 10            | Жабљак                                  | Коришћено као извор рибљег фонда за друге акумулације                      |
| Боровичко језеро  | 0.22           | 40               | Пљевља                                  | Настало након рударске експлоатације угља                                  |
| Вирско језеро     | ~0.5           | непознато        | Никшић                                  | Акумулација за ХЕ Перућица                                                 |